# Atena Eudokia
Atena, Elia Eudokia Augusta, Aelia Eudocia Augusta (ur. 401, zm. 20 października 460) – właściwie Athenais (Atenaida), Greczynka, córka greckiego filozofa Leoncjusza, została w 421 poślubiona cesarzowi bizantyńskiemu – Teodozjuszowi II. 

## Życiorys
Pod wpływem siostry męża Aelii Pulcherii została ochrzczona i przyjęła imię Elia Eudokia. Dzięki wsparciu Aelii uzyskała mocną pozycję na dworze uwieńczoną nadaniem tytułu cesarzowej. Oskarżona w 444 roku o romans z urzędnikiem dworskim została zmuszona do opuszczenia dworu i udała się na pielgrzymkę do Jerozolimy, gdzie pozostała do śmierci. 
Matka Arkadiusza, Flacylli oraz Licynii Eudoksji (żony Walentyniana III). Natomiast jej wnuczka, Eudokia, została żoną Huneryka, władcy Wandalów, a także Palladiusza, syna cesarza Petroniusza.